# Stijn van Gassel
Stijn van Gassel (Ysselsteyn, 18 oktober 1996) is een Nederlands profvoetballer die als doelman speelt. Hij stroomde in 2014 door vanuit de gezamenlijke jeugdopleiding van VVV-Venlo en Helmond Sport. Van Gassel maakte in 2025 de overstap van N.E.C. naar Excelsior Rotterdam.

## Carrière

### Helmond Sport
Van Gassel maakte zijn debuut op 22 april 2016, in de met 0-4 gewonnen uitwedstrijd tegen FC Oss. In het seizoen 2016/17 speelde van Gassel de laatste fase van het seizoen door een blessure van eerste doelman Ferhat Kaya. In datzelfde seizoen werd zijn contract verlengd tot 2019. Door het vertrek van Kaya werd hij in het seizoen 2017/18 de eerste doelman van Helmond Sport.Op 14 maart 2018 verlengde van Gassel zijn contract tot 2021. 

### Excelsior
Op 12 maart 2021 weigerde Van Gassel zijn aflopende contract bij Helmond Sport te verlengen. Op 31 mei 2021 ging hij akkoord met een contract bij Excelsior Rotterdam. Met Excelsior promoveerde Van Gassel na een spectaculaire overwinning op ADO Den Haag. Excelsior speelde in eigen huis met 1-1 gelijk en leek in Den Haag af te stevenen op nog een jaar in de Keuken Kampioen Divisie. Excelsior maakte echter een wonderbaarlijke comeback door in de laatste 13 minuten van de wedstrijd nog drie keer te scoren en zo verlenging af te dwingen. In deze verlenging kwam de ploeg van Dijkhuizen op achterstand (4-3), maar rechtte het wederom de rug via aanvoerder Redouan El Yaakoubi (4-4). Uiteindelijk besliste Stijn van Gassel de penaltyserie door de negende strafschop van ADO te stoppen en zo keerde Excelsior na drie jaar afwezigheid terug in de Eredivisie. 
Op 6 augustus 2022 maakte hij met een 2-0 overwinning op SC Cambuur zijn debuut in de Eredivisie. De laatste acht wedstrijden van het seizoen was Van Gassel de nieuwe aanvoerder van Excelsior, nadat de aanvoerdersband afgenomen was van Redouan El Yaakoubi. In zijn eerste seizoen speelde hij alle competitiewedstrijden en daarin hield hij acht keer de nul. Excelsior eindigde als vijftiende en verzekerde zich daarbij van nog een seizoen in de Eredivisie. Het jaar erop bleef hij de aanvoerder van Excelsior en speelde hij opnieuw alle competitiewedstrijden. Excelsior eindigde als zestiende en moest deelnemen aan de play-offs. Daarin won het over twee wedstrijden met 9-2 van ADO Den Haag, maar verloor het tegen NAC Breda over twee wedstrijden met 6-7. In drie seizoenen speelde Van Gassel 116 wedstrijden voor Excelsior. 

### N.E.C.
Op 19 juni 2024 tekende Van Gassel transfervrij voor twee seizoenen bij N.E.C., dat diezelfde dag Jasper Cillessen kwijtraakte aan UD Las Palmas. Van Gassel ging met Robin Roefs strijden om de plek van eerste doelman. Doordat Roefs bij Jong Oranje een blessure opliep, maakte Van Gassel op 14 september tegen PSV zijn debuut. Hij keepte een sterke wedstrijd, maar verloor met 2-0. De volgende wedstrijd ging hij in de fout tijdens een 1-2 nederlaag tegen Heracles Almelo, waarna hij een week later weer op de bank begon. Wel was hij de vaste bekerkeeper dat seizoen. 

### Excelsior (2)
Van Gassel keerde medio 2025 terug bij Excelsior. Bij zijn eerste wedstrijd na zijn terugkeer op 9 augustus uit bij zijn vorige club N.E.C.  moest hij na een half uur geblesseerd van het veld en werd vervangen door debutant Tijmen Holla. 

## Clubstatistieken
| Seizoen        | Club           | Competitie     | Competitie | Competitie | Beker | Beker | Overig | Overig | Totaal | Totaal |
| Seizoen        | Club           | Competitie     | Wed.       | Dlp.       | Wed.  | Dlp.  | Wed.   | Dlp.   | Wed.   | Dlp.   |
| -------------- | -------------- | -------------- | ---------- | ---------- | ----- | ----- | ------ | ------ | ------ | ------ |
| 2014/15        | Helmond Sport  | Eerste divisie | 0          | 0          | 0     | 0     | –      | –      | 0      | 0      |
| 2015/16        | Helmond Sport  | Eerste divisie | 2          | 0          | 0     | 0     | –      | –      | 2      | 0      |
| 2016/17        | Helmond Sport  | Eerste divisie | 7          | 0          | 0     | 0     | 4      | 0      | 11     | 0      |
| 2017/18        | Helmond Sport  | Eerste divisie | 38         | 0          | 1     | 0     | –      | –      | 39     | 0      |
| 2018/19        | Helmond Sport  | Eerste divisie | 38         | 0          | 1     | 0     | –      | –      | 39     | 0      |
| 2019/20        | Helmond Sport  | Eerste divisie | 29         | 0          | 1     | 0     | –      | –      | 30     | 0      |
| 2020/21        | Helmond Sport  | Eerste divisie | 35         | 0          | 1     | 0     | –      | –      | 36     | 0      |
| 2021/22        | Excelsior      | Eerste divisie | 36         | 0          | 2     | 0     | 6      | 0      | 44     | 0      |
| 2022/23        | Excelsior      | Eredivisie     | 34         | 0          | 0     | 0     | –      | –      | 34     | 0      |
| 2023/24        | Excelsior      | Eredivisie     | 34         | 0          | 0     | 0     | 4      | 0      | 38     | 0      |
| 2024/25        | N.E.C.         | Eredivisie     | 2          | 0          | 2     | 0     | –      | –      | 4      | 0      |
| 2025/          | Excelsior      | Eredivisie     | 1          | 0          | 0     | 0     | 0      | 0      | 1      | 0      |
| Carrièretotaal | Carrièretotaal | Carrièretotaal | 256        | 0          | 8     | 0     | 14     | 0      | 278    | 0      |

Bijgewerkt op 12 augustus 2025.